# Цюшенская гробница

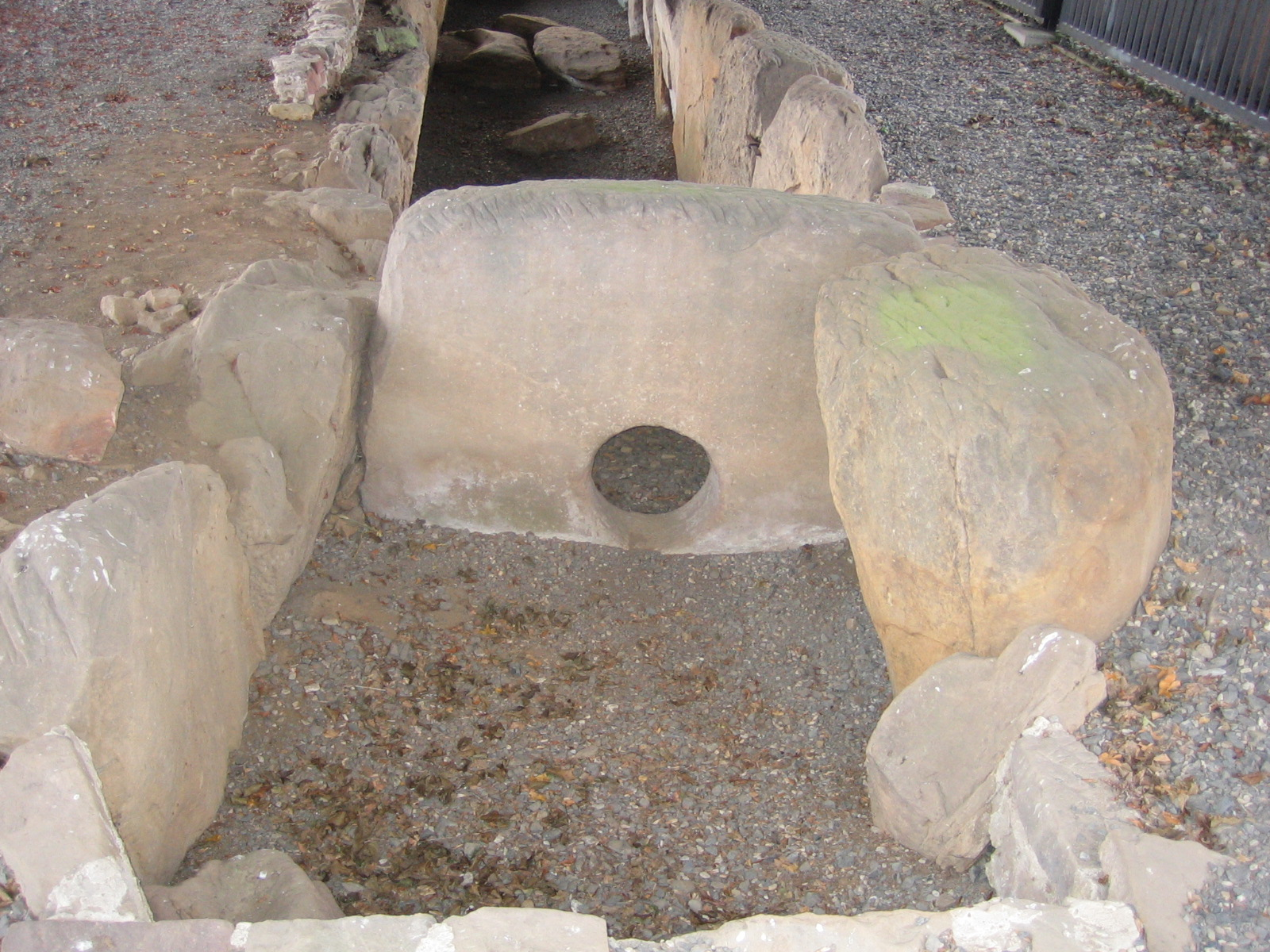
Камень с отверстием и передняя камера галерейной гробницы в Цюшене

Цюшенская камерная гробница — памятник эпохи неолита на севере германской земли Гессен на границе районов города Фритцлар — Цюшен и Лоне. Датируется 4-3 тыс. до н. э. На камнях обнаружены памятники мегалитического искусства. Относится к Вартбергской культуре.